# 郭集镇 (泌阳县)
郭集镇，是中华人民共和国河南省驻马店市泌阳县下辖的一个乡镇级行政单位。郭集镇原为郭集乡，于2013年3月撤乡建镇，改为郭集镇。
郭集镇位于河南省驻马店市泌阳县西北部，西南与南阳市社旗县交界，北与方城县接壤，距泌阳县城45公里，驻（驻马店）南（南阳）公路穿境而过。
全镇总面积102平方公里，辖17个行政村，217村民小组，总人口60275人。2014年全年共完成国内生产总值79255万元，农民人均纯收入达7806元。

## 历史沿革
《泌阳县志》载，泌阳县境内行政区划，宋以前无可考。
明洪武十四年（1381年），泌阳县复县（属南阳府）后设有5保，郭集铺属饶良前保；
清顺治二年（1645年）后，属饶良保；
民国二年（1913年），沿清制，原保改设区，属饶良区，郭集铺改为郭集乡；
民国二十年（1931年），改区为乡，郭集属饶良乡；
民国二十一年（1932年），全县推行保甲制，恢复原8区；
民国二十五年（1936年），全县并为5区，郭集仍属饶良区；
民国三十年（1941年）1月，全县取消区和联保，复设乡，设郭集乡；
民国三十一年（1942年），并为12乡，撤销郭集乡；
民国三十六年（1947年），全县分为泌北、泌西、泌东三县，郭集属泌北县（治所设方城县酒店）；
民国三十七年（1948年）4月，撤销泌北县，郭集归泌西县（治所设在羊册古城寨）；
民国三十八年（1949年）1月，泌东、泌西二县并为泌阳县；
1956年5月，设郭集乡；
1957年，泌阳县全县调整为8区，撤郭集乡，郭集属饶良区；
1965年6月，泌阳县划归驻马店专区，郭集属驻马店专区；
1969年1月，设郭集人民公社，是年，驻马店专区改称驻马店地区；
1983年11月，郭集人民公社改称郭集乡；
2000年6月，撤销驻马店地区，设立地级驻马店市，郭集乡始属驻马店市；
2013年，郭集乡改称郭集镇。

## 行政区划
郭集镇下辖郭集街、马庄村、岽庄村、丁庄村、高庄村、三官村、大刘庄村、杨树岗村、刘庵村、龙潭村、付金川村、石子村、柳树王村、苏庄村、黑土魏村、王山村、郝楼村等17个行政村。

## 经济发展
郭集镇位于豫南粮食主产区，经济结构以农业为主，烟叶生产、三粉（淀粉、粉丝、粉皮）加工、食用菌种植是该镇的三大支柱产业。李奎益民农机专业合作社、打磨山农业合作社、恩长家庭农场是该镇农业发展的典范。该镇建有夏南牛产业基地，同时也是泌阳驴的中心产区。

## 医疗文教
郭集镇有公立医疗机构郭集卫生院一所，占地5670㎡，建筑面积2800㎡，设有内科、外科、儿科、五官科及中医科，配备有CR、全自动生化仪等先进设备，现有医生10名，护士9名，专业技术人员39名，能够及时处置常见病、多发病。村级卫生所17个，持证从业人员65名。 
该镇下辖的17个村委均建有文化书屋，每村图书存量4500余册，涉及农业、科技、养殖、种植、农技、少儿、政治、经济等方面。
该镇有中心学校1所，教师97名；小学14所，教师128名；幼儿园3所，教师18名。所有教师中，中级教师121名，高级教师24名。

## 其他
郭集镇有着两千多年的酿酒历史，在北宋张能臣所著《酒名记》中，郭集酒以“泌泉醴”名列入其中。明朝正德三年（1508年），郭集酒被文渊阁大学士焦芳献给武宗皇帝，后被封为宫廷御酒，赐名“俸皇酒”，现由河南省俸皇酒业有限责任公司（原河南省俸皇酒厂）生产。
镇内北部有景点罗汉山，海拔539米。山上建有大殿八间：祖师殿、大圣殿、圣母殿、包公殿等以及铜铸、汉白玉神像几十尊。山上亦建有风力发电机用以满足当地发展需求。